# Kobayashi Satoru
Ne doit pas être confondu avec Satoru Kobayashi (réalisateur).
Dans ce nom japonais, le nom de famille, Kobayashi, précède le nom personnel.
Kobayashi Satoru (小林　覚), né le 5 avril 1959 est un joueur de go professionnel japonais.

## Biographie
Kobayashi Satoru est un joueur de go japonais, professionnel 9e dan de la Nihon Ki-in. Il a un frère et une sœur qui sont également professionnels, Kobayashi Chizu et Kobayashi Kenji.

## Suspension
En janvier 2001, Kobayashi Satoru a été suspendu par la Nihon Ki-in pour avoir accidentellement blessé Ryu Shikun, son adversaire de la Coupe Chunlan. Lors d'une sortie dans un bar de Taizhou (Jiangsu) avec les autres professionnels japonais participant à la Coupe Chunlan, Kobayashi s'est agité avec un verre à la main, le brisant, et s'est blessé la main ainsi que la joue de Ryu Shikun. La Coupe Chunlan se tenant en Chine, et Ryu Shikun (bien que jouant pour le Japon) étant d'origine coréenne, les trois fédérations du Japon, de Chine, et de Corée se sont retrouvées mêlées à l'évènement. La Nihon Ki-in prit l'incident très au sérieux, et décida d'une suspension complète d'un an de Kobayashi, tout en s'excusant auprès des autorités chinoises, de toutes les personnes affectées par l'évènement, et auprès des fans de go. Kobayashi proposa de se retirer du go professionnel, mais la Nihon Ki-in refusa, considérant qu'il serait préférable qu'il se rachète en œuvrant pour le go. Les joueurs chinois et coréens demandèrent de la clémence de la part de la Nihon Ki-in, et la suspension d'un an fut ramenée à 8 mois, ce qui permit à Kobayashi de rejouer à partir de septembre 2001.

## Titres
| Titre                      | Années     |
| -------------------------- | ---------- |
| Titres nationaux           | 10         |
| Kisei                      | 1995       |
| Gosei                      | 1995       |
| Coupe Agon                 | 1998       |
| Coupe NEC                  | 1998       |
| Coupe NHK                  | 1995       |
| Ryusei                     | 1996       |
| Shin-Ei                    | 1982       |
| NEC Shun-Ei (en)           | 1987       |
| Championnat de Hayago (en) | 1999, 2000 |